# Атлетика на Летњим олимпијским играма 2012 — бацање кладива за жене
Дисциплина бацање кладива за жене, је била, једна од 47 дисциплина атлетског програма на Летњим олимпијским играма 2012. у Лондону, Уједињено Краљевство. Такмичење је одржано 8. и 10. августа на Олимпијском стадиону.

## Учесници
Учествовало је 37 бацачица кладива из 25 земаља. Од тога 30 из 18 земаља пребацило је А квалификациону норму од 71,50 метара, а Б норму која је износила 69,00 метара 7 бацачица из исто толико земаља.
| #  | Бр. | Земља                     | Такмичари                                           |
| -- | --- | ------------------------- | --------------------------------------------------- |
| 1  | 3   | Куба                      | Јипси Морено Арасај Тондајк Ariannis Vichy          |
| 2  | 3   | Русија                    | Татјана Лисенко Гулфија Ханафејева Марија Беспалова |
| 3  | 3   | Сједињене Америчке Државе | Амбер Кемнел Amanda Bingson Џесика Козби            |
| 4  | 2   | Белорусија                | Алена Матошка Аксана Мјањкова                       |
| 5  | 2   | Канада                    | Sultana Frizell, Heather Steacy                     |
| 6  | 2   | Немачка                   | Бети Хајдлер Катрин Клас                            |
| 7  | 2   | Пољска                    | Анита Влодарчик Јоана Фјодоров                      |
| 8  | 2   | Турска                    | Tuğçe Şahutoğlu Kıvılcım Kaya                       |
| 9  | 2   | Украјина                  | Ирина Новожилова Хана Скидан                        |
| 10 | 1   | Аргентина                 | Џенифер Далгрен                                     |
| 11 | 1   | Кина                      | Џанг Венсју                                         |
| 12 | 1   | Француска                 | Стефани Фалзон                                      |
| 13 | 1   | Уједињено Краљевство      | Софи Хитчон                                         |
| 14 | 1   | Италија                   | Силвија Салис                                       |
| 15 | 1   | Молдавија                 | Залина Маргијева                                    |
| 16 | 1   | Румунија                  | Бјанка Пери                                         |
| 17 | 1   | Словачка                  | Мартина Храшнова                                    |
| 18 | 1   | Венецуела                 | Роса Родригез                                       |

| #  | Бр. | Земља       | Такмичари           |
| -- | --- | ----------- | ------------------- |
| 19 | 1   | Колумбија   | Johana Moreno       |
| 20 | 1   | Чешка       | Катерина Шафранкова |
| 21 | 1   | Мађарска    | Ева Орбан           |
| 22 | 1   | Португалија | Ванда Јухас         |
| 23 | 1   | Сенегал     | Amy Sène            |
| 24 | 1   | Словенија   | Барбара Шилер       |
| 25 | 1   | Шпанија     | Берта Кастелис      |

## Систем такмичења
Такмичње у овој дисциплини ће се одржати у два нивоа. Први ниво су квалификације у којима ће учествовати све такмичарке подељени у две квалификационе групе. Свака такмичарка ће са три бацања покушати да постигне квалификациону норму. Такмичарке које пребаце задату норму аутоматски се квалификују за финале. Ако је мање од 12 такмичарки пребацило норму онда ће се та разлика попунити са онима које су постигле резултате најближе квалификационој норми. У финалу све бацаљу по три бацања, а после најбољих настављају борбу за медаље. Квалификације и финале се одржавају се у два дана.

## Кратак преглед такмичења
У квалификацијама је 8 бацачица пребацило квалификациону норму, од тога пет у првом покушају. Аксана Мјањкова која је имала најбољи резултат у сезови пре Игара квалификовала се тек у трећем покушају. Софи Хитчон је поставила нови рекорд Уједињеног Краљевства.
Актелна светска првакиња Татјана Лисенко у првом кругу финала бацила је нови олимпијски рекорд 77,56. У другом кругу Џанг Венсју прелази на друго место, а у трећем Катрин Клас најбољи резултатом кола, поставила лични рекорд и заузимала треће место. Светска рекордерка Бети Хајдлер се после три бацања налазила на осмом месту. У петом кругу постиже резултат око 77 метара, али после дужег чекања, електронски систем за мерење приписује само резултат 72,34 метра, (то је резултат мерења бацања такмичарке Залине Маргијеве). Збуњена званична лица дуго нису могли да нађу одговарајуће решење. Коначно је донета одлука да Бети Хајдлер баца још једном. То екстра бацање је било толико лоше, да је сама наоравила преступ изишавши из круга. Анита Влодарчик у петом фици прелази на друго место резултатом који је само 44 цм био слабији од рекорда који је поставила Лисенеко. Као последња бацачица у истом кругу, Лисенко је побољшана олимпијски рекорд на 78,18 метара, и учврстила се на првом месту, што се испоставило вема важним, јер је Анита Влодарчик у последњем бацању са 77,60 м пребацила рекорд Лисенкове из другог круга за 4 цм.
По завршетку такмичења оператери су у меморији електронског система нашли загубљени резултат Бети Хајдер 77,12 м, који јој је признат, тако да је на крају заузела треће место, потискујући Џанг Венсју на четврто.

## Рекорди пре почетка такмичења
(4. јул 2012)
| Светски рекорд        | 79,42 | Бети Хајдлер    | Немачка    | Хале, Немачка     | 21. мај 2012.     |
| Олимпијски рекорд     | 76,34 | Аксана Мјањкова | Белорусија | Пекинг, Кина      | 20. августа 2008. |
| Светски рекорд сезоне | 78,19 | Аксана Мјањкова | Белорусија | Брест, Белорусија | 28. април 2012.   |
| Светски рекорд сезоне | 78,19 | Аксана Мјањкова | Белорусија | Минск, Беларусија | 12 June 2012.     |

## Нови рекорди после завршетка такмичења
| Олимпијски рекорд | 78,18 | Татјана Лисенко | Русија | Лондон, УК | 10. август 2012. |

### Најбољи резултати у 2012. години
Десет најбољих бацачица кладива 2012. године пре такмичења (3. августа 2012), имали су следећи пласман.
| 1.  | Аксана Мјањкова, Белорусија | 78,19 | 28 април |
| 2.  | Татјана Лисенко Русија      | 78,51 | 7. јул   |
| 3.  | Бети Хајдлер Немачка        | 78,07 | 24. мај  |
| 4.  | Гулфија Ханафејева Русија   | 77,08 | 23. јун  |
| 5.  | Џанг Венсју Кина            | 76,99 | 24. мај  |
| 6.  | Анита Влодарчик Пољска      | 76,81 | 21. јул  |
| 7.  | Марија Беспалова Русија     | 76,72 | 23. јун  |
| 8.  | Алена Матошка Белорусија    | 76,56 | 12. јун  |
| 9.  | Јипси Морено Куба           | 75,59 | 4. јул   |
| 10. | Катрин Клас Немачка         | 75,13 | 4. мај   |

Такмичари чија су имена подебљана учествују на ЛОИ.

## Сатница
| Сатум                  | Време | Ниво          |
| ---------------------- | ----- | ------------- |
| Среда, 8. август 2012  | 10:00 | Квалификације |
| Петак, 10. август 2012 | 19:35 | Финале        |

## Освајачи медаља
|                        |                        |                      |
| Татјана Лисенко Русија | Анита Влодарчик Пољска | Бети Хајдлер Немачка |

## Резултати

### Квалификације
Квалификациона норма за улазак у финале износила је 73,00 метра. Норму је пребацило осам такмичарки (КВ), а четирису су се пласирале према постигнутом резултату.(кв)

| Место | Група | Атлетичарка         | Земља                     | ЛР    | РС    |  | #1    | #2    | #3    | Резул. | Бел.   |
| ----- | ----- | ------------------- | ------------------------- | ----- | ----- |  | ----- | ----- | ----- | ------ | ------ |
| 1.    | A     | Анита Влодарчик     | Пољска                    | 78,30 | 76,81 |  | 75,68 | -     | -     | 75,68  | КВ     |
| 2.    | Б     | Џанг Венсју         | Кина                      | 76,99 | 76,99 |  | 74,53 | -     | -     | 74,53  | КВ     |
| 2.    | А     | Бети Хајдлер        | Немачка                   | 79,42 | 78,07 |  | 72,63 | 74,44 | -     | 74,44  | КВ     |
| 4.    | А     | Татјана Лисенко     | Русија                    | 78,51 | 78,51 |  | 74,43 | -     | -     | 74,43  | КВ     |
| 5.    | Б     | Катрин Клас         | Немачка                   | 75,48 | 75,13 |  | 74,14 | -     | -     | 74,14  | КВ     |
| 6.    | А     | Јипси Морено        | Куба                      | 76,62 | 75,59 |  | 73,95 | -     | -     | 73,95  | КВ     |
| 7.    | Б     | Марија Беспалова    | Русија                    | 76,72 | 76,72 |  | 72,83 | 73,56 | -     | 73,56  | КВ     |
| 8.    | Б     | Аксана Мјањкова     | Белорусија                | 76,56 | 76,56 |  | 69,04 | x     | 73,10 | 73,10  | КВ     |
| 9.    | Б     | Залина Маргијева    | Молдавија                 | 74,47 | 74,47 |  | 71,89 | 72,19 | х     | 72,19  | кв     |
| 10.   | А     | Софи Хитчон         | Уједињено Краљевство      | 71,98 | 71,98 |  | 67,21 | х     | 71,98 | 71,98  | кв, НР |
| 11.   | Б     | Стефани Фалзон      | Француска                 | 73,40 | 72,60 |  | 70,96 | 71,67 | 69,55 | 71,67  | кв     |
| 12.   | Б     | Јоана Фјодоров      | Пољска                    | 74,18 | 74,18 |  | 70,48 | 68,48 | 69,89 | 70,48  | кв     |
| 13.   | А     | Амбер Кембел        | Сједињене Америчке Државе | 72,59 | 71,80 |  | х     | 69,93 | 67,30 | 69,93  |        |
| 14.   | А     | Џесика Козби        | Сједињене Америчке Државе | 74,19 | 74,19 |  | 67,36 | 69,65 | 68,97 | 69,65  |        |
| 15.   | A     | Kıvılcım Kaya       | Турска                    | 72,55 | 72,55 |  | 69,50 | 68,45 | 67,84 | 69,50  |        |
| 16.   | Б     | Гулфија Ханафејева  | Русија                    | 77,26 | 77,08 |  | 68,20 | 69,43 | 69,19 | 69,43  |        |
| 17.   | B     | Ева Орбан           | Мађарска                  | 71,33 | 69,03 |  | X     | 68,64 | 63,08 | 68,64  |        |
| 18.   | А     | Јохана Морено       | Колумбија                 | 69,80 | 69,29 |  | 68,53 | х     | 68,12 | 68,53  |        |
| 19.   | А     | Хана Скидан         | Украјина                  | 74,21 | 74,21 |  | 68,50 | 66,68 | 57,69 | 68,50  |        |
| 20.   | A     | Мартина Храшнова    | Словачка                  | 76,90 | 73,34 |  | 67,69 | 68,41 | 67,75 | 68,41  |        |
| 21.   | Б     | Берта Кастелис      | Шпанија                   | 69,59 | 69,59 |  | 67,74 | 68,41 | 65,26 | 68,41  |        |
| 22.   | А     | Бјанка Перије       | Румунија                  | 73,52 | 70,05 |  | х     | 68,34 | х     | 68,34  |        |
| 23.   | Б     | Арасај Тондајк      | Куба                      | 73,90 | 69,56 |  | 67,93 | 65,81 | х     | 67,93  |        |
| 24.   | Б     | Tuğçe Şahutoğlu     | Турска                    | 74,17 | 74,17 |  | 67,58 | 64,11 | 66,56 | 67,58  |        |
| 25.   | А     | Ariannis Vichy      | Куба                      | 71,50 | 71,50 |  | х     | 67,48 | 64,25 | 67,48  |        |
| 26.   | Б     | Салтана Фризел      | Канада                    | 75,04 | 75,04 |  | 66,07 | 67,45 | x     | 67,45  |        |
| 27.   | A     | Роса Родригез       | Венецуела                 | 72,83 | 72,83 |  | 66,66 | X     | 67,34 | 67,34  |        |
| 28.   | Б     | Аманда Бингсон      | Сједињене Америчке Државе | 71,78 | 71,78 |  | 65,96 | 66,32 | 67,29 | 67,29  |        |
| 29.   | Б     | Барбара Шилер       | Словенија                 | 71,25 | 71,25 |  | 65,69 | 62,83 | 67,21 | 67,21  |        |
| 30.   | А     | Олена Матошка       | Белорусија                | 76,56 | 76,56 |  | 66,85 | 67,03 | 65,22 | 67,03  |        |
| 31.   | Б     | Катежина Шафранкова | Чешка                     | 71,16 | 71,16 |  | 66,16 | х     | 65,25 | 66,16  |        |
| 32.   | А     | Ами Сене            | Сенегал                   | 69,10 | 69,10 |  | 65,49 | 65,43 | х     | 65,49  |        |
| 33.   | А     | Ирина Новожилова    | Украјина                  | 74,10 | 74,10 |  | 65,35 | 63,98 | 64,29 | 65,35  |        |
| 34.   | Б     | Heather Steacy      | Канада                    | 72,16 | 72,16 |  | 62,99 | 61,79 | 63,40 | 63,40  |        |
| 35.   | А     | Вања Силва          | Португалија               | 69,55 | 67,04 |  | 62,81 | 62,18 | х     | 62,81  |        |
| 36.   | А     | Силвија Салис       | Италија                   | 71,93 | 70,20 |  | х     | 10,84 | х     | 10,84  |        |
| —     | Б     | Џенифер Далгрен     | Аргентина                 | 73,74 | 72,79 |  | x     | x     | x     | NM     |        |

### Финале
| Место | Атлетичарка      | Земља                | #1    | #2    | #3    | #4    | #5    | #6    | Резултат | Белешка |
| ----- | ---------------- | -------------------- | ----- | ----- | ----- | ----- | ----- | ----- | -------- | ------- |
|       | Татјана Лисенко  | Русија               | 77,56 | 75,86 | 74,39 | 77,12 | 78,18 | 77,28 | 78,18    | ОР      |
|       | Анита Влодарчик  | Пољска               | 75,01 | 76,02 | 75,72 | х     | 77,10 | 77,60 | 77,60    | ЛРС     |
|       | Бети Хајдлер     | Немачка              | 73,90 | 71,52 | 72,77 | х     | 77,12 | 72,77 | 77,12    |         |
| 4     | Џанг Венсју      | Кина                 | 72,96 | 76,34 | 73,81 | 68,20 | 75,56 | х     | 76,34    |         |
| 5     | Катрин Клас      | Немачка              | x     | 72,79 | 76,05 | 74,66 | 72,88 | х     | 76,05    | ЛР      |
| 6     | Јипси Морено     | Куба                 | 74,60 | х     | х     | х     | 71,97 | х     | 74,60    |         |
| 7     | Аксана Мјањкова  | Белорусија           | 69,50 | х     | 74,40 | 72.06 | х     | х     | 74,40    |         |
| 8     | Залина Маргијева | Молдавија            | 73,77 | 74,06 | 72,32 | 72,91 | 72,34 | 70,72 | 74,06    |         |
| 9     | Стефани Фалзон   | Француска            | 73,06 | 69,29 | 71,10 |       |       |       | 73,06    | ЛРС     |
| 10    | Јоана Фјодоров   | Пољска               | 62,34 | 72,37 | х     |       |       |       | 72,37    |         |
| 11    | Марија Беспалова | Русија               | 71,13 | х     | 68,15 |       |       |       | 71,13    |         |
| 12    | Софи Хитчон      | Уједињено Краљевство | 69,33 | 65,75 | х     |       |       |       | 69,33    |         |